# Minotaur-C
La fusée Minotaur-C, anciennement connue sous le nom de Taurus ou Taurus-XL, est un lanceur à quatre étages construit par Orbital Sciences Corporation. Le lanceur utilise un premier étage issu directement du missile balistique Peacekeeper ou dérivé de celui-ci (Castor 120) et les étages de la fusée aéroportée Pegasus d'Orbital. Tous ces étages utilisent du propergol solide de type PBHT et sont réalisés par le spécialiste de la propulsion solide ATK. La fusée Taurus qui se décline en plusieurs versions est capable de placer une charge utile de 1,4 à 1,6 tonne sur une orbite terrestre basse. Depuis son premier lancement en 1994, trois échecs sont survenus sur dix lancements. Le lanceur a été utilisé pour placer en orbite plusieurs satellites de télédétection commerciaux. Les deux lancements de 2009 et 2011 qui ont été des échecs, devaient placer en orbite OCO et Glory, deux satellites scientifiques d'observation de la Terre de la NASA.

## Historique
Le lanceur Minotaur-C a été développé initialement par la société Orbital Sciences Corporation pour répondre aux besoins de l'agence de recherche militaire américaine, la DARPA, qui avait besoin d'un lanceur pouvant placer des charges utiles légères en orbite tout en pouvant être tiré depuis n'importe quelle base de lancement sans infrastructure pré positionnée. Ce lanceur dit ARPA Taurus combinait les étages du lanceur aéroporté Pegasus de la société Orbital avec un premier étage TU-903 issu du missile balistique intercontinental Peacekeeper et fourni par l'Armée de l'Air américaine. Le premier tir de cette version a eu lieu en 1994. Deux autres tirs de cette version, baptisée par la suite ARPA Taurus ou Taurus 1110, ont eu lieu en 1998 et 2000. La société Orbital a par la suite développé une version plus puissante en remplaçant l'étage Peacekeeper par un étage Castor 120 plus long. Cet étage a un diamètre identique au missile et dispose d'une tuyère montée sur cardan pour permettre l'orientation de la poussée. Le premier tir de cette version, Taurus-G ou Taurus 2x10 a eu lieu en 1998. Enfin une version légèrement plus puissante grâce à une augmentation de la poussée des étages supérieurs, baptisée Taurus-XL ou Taurus 3x10, a été lancée pour la première fois en 2004.

## Caractéristiques
Le lanceur a une masse de 77 tonnes pour une hauteur de 30 à 32 mètres. Le premier étage a un diamètre de 2,38 mètres et les étages supérieurs de 1,28 mètre. Il comprend 4 étages (5 de manière optionnelle) tous à propergol solide. Le premier étage d'une masse de 49 tonnes est un Castor 120 fabriqué par Thiokol sur la base du premier étage du missile balistique Peacekeeper. Les étages 2 et 3 utilisent l'Orion 50 comme le lanceur Pegasus-1, mais sans aile ni stabilisateur tandis que le dernier étage est un Orion 38 utilisé également sur le Pegasus-3. Le lanceur dispose de deux types de coiffe ayant un diamètre de 1,6 mètre et de 2,34 mètres avec une capacité de lancement double. Le quatrième étage est optionnel.
Le lanceur peut être tiré depuis plusieurs bases américaines (Cape Canaveral, Vandenberg, Wallops, Kodiak) car les équipements nécessaires au lancement sont mobiles et le tir ne nécessite pas de tour de lancement. Le lanceur est intégré en position horizontale avec sa charge utile.
| Caractéristique                     | 1er étage                                      | 2e étage                               | 3e étage                               | 4e étage                               |
| Désignation                         | Castor 120                                     | Orion 50S XLG                          | Orion 50S XL                           | Orion 38                               |
| ----------------------------------- | ---------------------------------------------- | -------------------------------------- | -------------------------------------- | -------------------------------------- |
| Dimension (longueur × diamètre)     | 9,06 × 2,38 m                                  | 8,94 × 1,28 m                          | 3,11 × 1,28 m                          | 1,34 × 0,97 m                          |
| Masse (dont propergol)              | 53,4 t (48,96 t)                               | 16,4 t (15 t)                          | 4,3 t (3,9 t)                          | 0,9 t (0,8 t)                          |
| Poussée maximale (dans le vide)     | 1904 kN (au niveau de la mer)                  | 704 kN                                 | 196 kN                                 | 36 kN                                  |
| Impulsion spécifique (dans le vide) | 253 s (au niveau de la mer)                    | 286 s                                  | 291 s                                  | 289 s                                  |
| Durée de fonctionnement             | 80,3 s                                         | 68,4 s                                 | 69,4 s                                 | 68,5 s                                 |
| Type propergol solide               | propergol solide PBHT                          | PBHT                                   | PBHT                                   | PBHT                                   |
| Type propergol solide               | Utilisé par les lanceurs Athena I et Athena II | étages utilisés sur le lanceur Pegasus | étages utilisés sur le lanceur Pegasus | étages utilisés sur le lanceur Pegasus |

Le lanceur est commercialisé dans différentes versions. Le premier étage peut être celui du missile Peacekeeper (TU-903 version SSLV du lanceur) ou une version adaptée par Orbital (Castor 120). Le deuxième et le troisième étage peuvent être une version allongée (version XL) ou non. Le quatrième étage est optionnel : un Star-37 peut remplacer l'Orion 38 proposé par défaut. Enfin un cinquième étage de type STAR-37 peut être ajouté.
| Version                           | Nbre étages | 1er étage  | 2e étage     | 3e étage    | 4e étage | Charge utile max 200 km inclinaison 28,5° (kg) |
| --------------------------------- | ----------- | ---------- | ------------ | ----------- | -------- | ---------------------------------------------- |
| 1110                              | 4           | TU-903     | Orion 50S    | Orion 50    | Orion 38 | 1 180 kg                                       |
| 2110                              | 4           | Castor 120 | Orion 50S-G  | Orion 50    | Orion 38 | 1 400 kg                                       |
| 2210 ; petite coiffe              | 4           | Castor 120 | Orion 50S-G  | Orion-50    | Orion 38 | 1 400 kg                                       |
| 3110 (version XL) ; grande coiffe | 4           | Castor 120 | Orion 50S XL | Orion 50 XL | Orion 38 | 1 600 kg                                       |
| 3210 (version XL)                 | 4           | Castor 120 | Orion 50S XL | Orion 50 XL | Orion 38 | 1 400 kg                                       |

## Galerie de photos

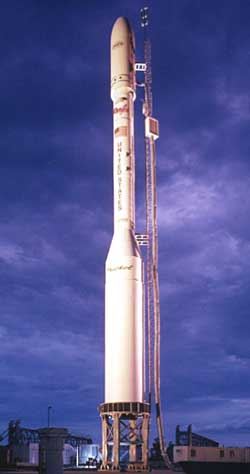
Taurus 1110
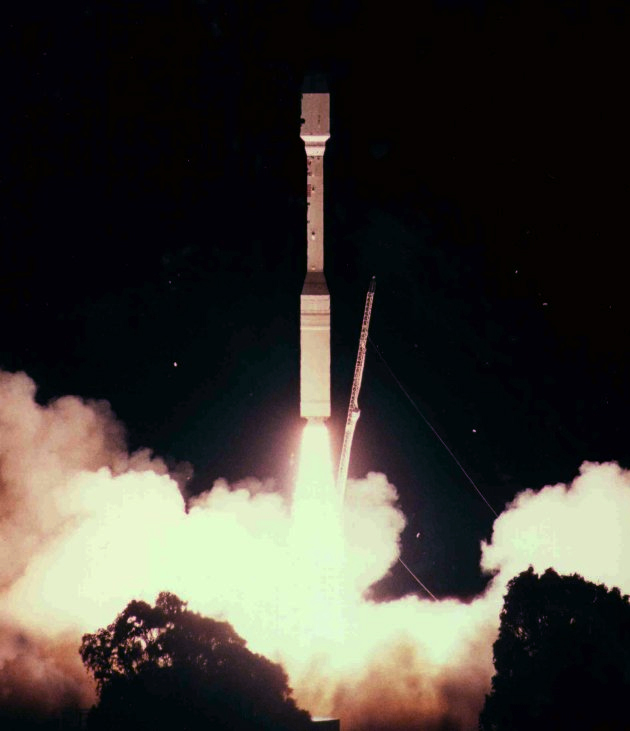
Taurus 2210 : lancement GFO
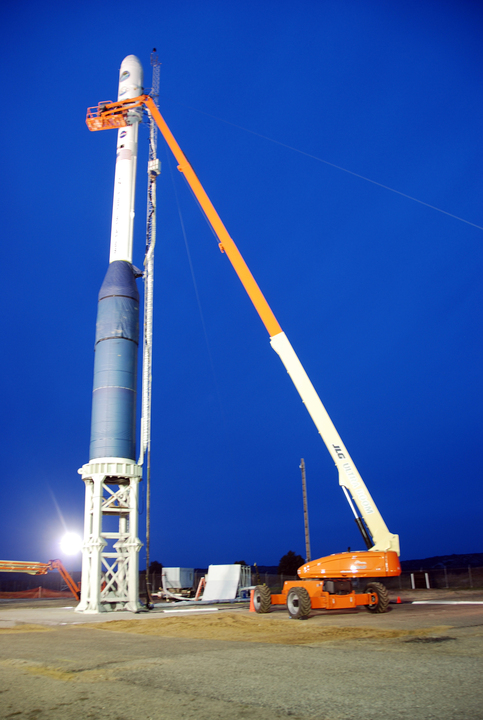
Taurus 3110  (Taurus-XL) : lancement OCO

## Historique des lancements
Le premier test du lanceur est effectué en 1994 mais le premier lancement opérationnel en 1998. La fusée Minotaur-C est tirée à un rythme assez faible (9 lancements en 16 ans) et est utilisé essentiellement pour lancer des satellites des agences spatiales américaines civiles (NASA) ou militaires. Le taux d'échec est particulièrement élevé ces dernières années avec 3 échecs pour 4 lancements. Les lancements de 2009 et 2011 ont été des échecs dus à un problème d'éjection de la coiffe dus à des pièces défectueuses fournies par le fabricant Sapa Profiles Inc. qui a fraudé sur la qualité de ses produits.
| Vol | Date              | Type véhicule                                                                   | Satellite                                                                             | Commentaires |
| --- | ----------------- | ------------------------------------------------------------------------------- | ------------------------------------------------------------------------------------- | ------------ |
| 1   | 13 mars 1994      | Taurus configuration DARPA                                                      | Mission STEP 0 et DARPASAT                                                            | Succès       |
| 2   | 10 février 1998   | Taurus configuration commerciale, coiffe pour charge utile double               | GFO et Orbcomm (Satellites 11, 12)                                                    | Succès       |
| 3   | 3 octobre 1998    | Taurus configuration Armée de l'Air, coiffe de 1,6 m, Premier étage Peacekeeper | Space Technology Experiments (STEX (en)) pour le NRO (National Reconnaissance Office) | Succès       |
| 4   | 20 décembre 1999  | Modèle 2110, coiffe de 1,6 m, Premier étage Castor 120                          | KOMPSAT-1 et ACRIMSAT                                                                 | Succès       |
| 5   | 12 mars 2000      | Taurus configuration Armée de l'Air, coiffe de 1,6 m, Premier étage Peacekeeper | Multispectral Thermal Imager                                                          | Succès       |
| 6   | 21 septembre 2001 | Modèle 2110, coiffe de 1,6 m, Premier étage Castor 120                          | OrbView-4 et QuickTOMS                                                                | Échec        |
| 7   | 20 mai 2004       | Modèle 3210, coiffe de 2,34 m, Premier étage Castor 120                         | ROCSAT-2                                                                              | Succès       |
| 8   | 24 février 2009   | Modèle 3110, coiffe de 1,6 m., Premier étage Castor 120                         | Orbiting Carbon Observatory                                                           | Échec        |
| 9   | 4 mars 2011       | Modèle 3110, coiffe de 1,6 m., Premier étage Castor 120                         | Glory, KySat-1, Hermes, et Explorer-1 Prime (en)                                      | Échec        |
| 10  | 31 octobre 2017   | Modèle 3210, coiffe de 2,34 m, Premier étage Castor 120                         | 6 SkySat et 4 Flock-3m                                                                | Succès       |